# Championnat d'Irlande féminin de football 2018
Navigation
Édition précédente Édition suivante
La saison 2018 du Championnat d'Irlande féminin de football Irish Women's League est la huitième saison du championnat. Le Wexford Youths Women's Football Club vainqueur de la saison précédente remet son titre en jeu.
Cette saison voit l'arrivée d'une nouvelle équipe dans le championnat : Limerick. L'équipe, affiliée au Limerick Football Club masculin est créée pour l'occasion.
Wexford Youths Women's Football Club remporte son quatrième titre en devançant le Shelbourne Ladies Football Club. Peamount United complète le podium.
Amber Barrett de Peamout United est la meilleure buteuse du championnat. Elle marque 30 buts en 21 rencontres. 

## Participants
Ce tableau présente les huit équipes qualifiées pour disputer le championnat 2018. On y trouve le nom des clubs, le nom des entraîneurs et leur nationalité, la date de création du club, l'année de la dernière montée au sein de l'élite, le nom des stades ainsi que la capacité de ces derniers.
| Nom du club                                   | Entraîneur      | Date de création | Dernière montée | Stade               | Capacité |
| --------------------------------------------- | --------------- | ---------------- | --------------- | ------------------- | -------- |
| Cork City Women's Football Club               | Charlie Lynch   | 2011             | 2011            | Bishopstown Stadium | 2 000    |
| Galway Women Football Club                    | Don O'Riordan   | 2013             | 2013            | Eamon Deacy Park    | 5 000    |
| Kilkenny United Women's Football Club         | Noel Kealy      | 2015             | 2015            | Buckley Park        | 3 000    |
| Limerick Women's Football Club                | Dave Rooney     | 2018             | 2018            |                     |          |
| Peamount United Football Club                 | Pat Trehy       | 1983             | 2011            | Greenogue           | 1 000    |
| Shelbourne Ladies Football Club               | Casey McQuillan | 1994             | 2011            | Morton Stadium      | 4 000    |
| University College Dublin Waves Football Club | Eileen Gleeson  | 2012             | 2012            | Jackson Park        | -        |
| Wexford Youths Women's Football Club          | Tom Elmes       | 2007             | 2011            | Ferrycarrig Park    | 2 500    |

| \| Shelbourne Peamount United Cork City WFC Wexford Youths WFC UCD Waves FC Galway WFC Kilkenny United WFC Limerick FC \| Localisation des clubs engagés dans le championnat. |
| Shelbourne Peamount United Cork City WFC Wexford Youths WFC UCD Waves FC Galway WFC Kilkenny United WFC Limerick FC                                                           |

## Compétition
Le championnat débute le 11 mars 2018. Les deux premières journées sont très perturbées par le mauvais temps puisque seulement la moitié des matchs ont effectivement lieu. Le tenant du titre, Wexford, n'a même pas eu l'occasion de jouer.
Au premier tiers du championnat, soit après 7 matchs, trois équipes dominent la compétition. Wexford, le tenant du titre, et Peamount, donnée comme son principal challenger, restent invaincues. Shelbourne reste au contact des deux premières.

### Classement
| Rang | Équipe                          | Pts | J  | G  | N | P  | Bp | Bc | Diff |
| ---- | ------------------------------- | --- | -- | -- | - | -- | -- | -- | ---- |
| 1    | Wexford Youths WFC T            | 54  | 21 | 17 | 3 | 1  | 59 | 13 | +46  |
| 2    | Shelbourne Ladies Football Club | 52  | 21 | 17 | 1 | 3  | 66 | 15 | +51  |
| 3    | Peamount United CL              | 45  | 21 | 14 | 3 | 4  | 77 | 22 | +55  |
| 4    | Galway WFC                      | 28  | 21 | 8  | 4 | 8  | 36 | 30 | +6   |
| 5    | Cork City WFC                   | 24  | 21 | 7  | 3 | 11 | 35 | 45 | -10  |
| 6    | UCD Waves FC                    | 22  | 21 | 5  | 7 | 9  | 24 | 35 | -11  |
| 7    | Limerick WFC P                  | 10  | 21 | 2  | 4 | 15 | 26 | 80 | -54  |
| 8    | Kilkenny United WFC             | 2   | 21 | 0  | 2 | 19 | 11 | 94 | -83  |

| Légende : Qualifications et relégations | Légende : Qualifications et relégations                                                                            |
| --------------------------------------- | --- |
|                                         | Ligue des champions féminine de l'UEFA 2019-2020                                                                   |
|                                         | T : Tenant du titre P : Promu C : Vainqueur de la Coupe d'Irlande 2018 CL : Vainqueur de la Coupe de la Ligue 2018 |

### Résultats
| Résultats (▼dom., ►ext.)                                   | COR | GAL | KIL | LMK | PEA | SHE | UCD | WEX |
| Cork City WFC                                              |     | 3-1 | 6-0 | 2-1 | 0-5 | 1-2 | 0-2 | 1-3 |
| Galway WFC                                                 | 0-2 |     | 3-1 | 4-2 | 3-2 | 1-2 | 2-0 | 1-2 |
| Kilkenny United WFC                                        | 2-6 | 1-2 |     | 2-2 | 0-3 | 0-9 | 1-6 | 0-6 |
| Limerick WFC                                               | 0-0 | 2-5 | 4-0 |     | 1-9 | 1-5 | 1-1 | 1-5 |
| Peamount United                                            | 3-0 | 1-1 | 4-0 | 3-0 |     | 1-1 | 6-2 | 1-2 |
| Shelbourne LFC                                             | 4-0 | 2-0 | 5-0 | 4-1 | 1-4 |     | 3-0 | 1-3 |
| UCD Waves FC                                               | 1-1 | 1-1 | 2-1 | 1-1 | 0-1 | 0-7 |     | 0-1 |
| Wexford Youths                                             | 1-0 | 3-0 | 6-0 | 5-0 | 2-2 | 1-0 | 3-0 |     |
| - Victoire à domicile - Match nul - Victoire à l'extérieur |     |     |     |     |     |     |     |     |

| Résultats (▼dom., ►ext.)                                   | COR | GAL | KIL | LMK  | PEA | SHE | UCD | WEX |
| Cork City WFC                                              |     |     | 6-0 | 4-1  | 1-9 |     | 2-2 |     |
| Galway WFC                                                 | 3-0 |     |     | 7-1  |     | 0-1 |     | 1-1 |
| Kilkenny United WFC                                        |     | 1-1 |     |      |     | 0-9 | 0-3 | 0-6 |
| Limerick WFC                                               |     |     |     | 5-1  |     | 0-6 | 1-2 |     |
| Peamount United                                            |     | 3-1 | 8-1 | 10-1 |     |     | 1-0 |     |
| Shelbourne LFC                                             | 2-0 |     | 4-0 |      | 3-0 |     |     |     |
| UCD Waves FC                                               |     | 0-0 |     |      |     | 0-1 |     | 1-1 |
| Wexford Youths                                             | 3-0 |     | 2-1 | 4-0  |     | 2-3 |     |     |
| - Victoire à domicile - Match nul - Victoire à l'extérieur |     |     |     |      |     |     |     |     |

### Classement des buteuses
| Place              | Joueuse        | Club       | Buts |
| ------------------ | -------------- | ---------- | ---- |
| Médaille d'or      | Amber Barrett  | Peamount   | 30   |
| Médaille d'argent  | Rianna Jarrett | Wexford    | 27   |
| Médaille de bronze | Áine O'Gorman  | Peamount   | 17   |
| 4                  | Saoirse Noonan | Cork       | 16   |
| 5                  | Noelle Murray  | Shelbourne | 13   |
| 6                  | Leanne Kiernan | Shelbourne | 11   |

## Bilan de la saison
| Championnat d'Irlande féminin de football 2018        |                                                 |
| Champion                                              | Wexford Youths Women's Football Club (4e titre) |
| Qualifications continentales                          |                                                 |
| Ligue des champions féminine de l'UEFA 2019-2020      | Wexford Youths Women's Football Club            |
| Promotions et relégations                             |                                                 |
| Promus en Championnat d'Irlande féminin de football   | Aucun                                           |
| Relégués en Championnat d'Irlande féminin de football | Aucun                                           |